# Emilia Cuchet-Albaret
Œuvres principales
Le Collier d'étoiles 
Le Message de la cité
Emilia Cuchet-Albaret, née le 25 juin 1881 aux Eaux-Vives et morte le 6 avril 1962 à Genève, est une poète et écrivaine suisse, connue pour ses poèmes sur l'enfance et la campagne genevoise, de rondes et de chansons.

## Biographie
Emilia Cuchet-Albaret naît Emilia Albaret le 25 juin 1881 aux Eaux-Vives, dans le canton de Genève. Elle est protestante et vit dans la demeure familiale des Albaret, au château de Confignon. Elle est la fille du fonctionnaire William Albaret, et de Reine-Marie de Bellerive, enseignante. Elle a un frère aîné et une sœur cadette.
Elle se marie en 1903 avec Jacques-Henri Cuchet, un négociant en combustibles. Elle s'installe par la suite à Vandoeuvres, dans la maison Cardamines, jusqu'à la fin de sa vie.
Elle devient aveugle vers 1942.
Elle meurt à 80 ans en 1962. En son hommage, une rue porte son nom Chemin Emilia Cuchet-Albaret sur la commune de Vandœuvres.

### Études et parcours professionnel
Après le collège, elle entame des études universitaires à Genève. Ses professeurs s'opposant à ce qu'elle se spécialise en mathématiques, alors réservées aux hommes, elle obtient une licence ès sciences physiques et naturelles en 1914[à vérifier].
Après ses études universitaires, elle enseigne longtemps la technologie et la physique pratique à l'École ménagère de la rue Rousseau.
Elle est titulaire d'un doctorat honoris causa en sciences naturelles de l'Université de Genève.

### Poétesse
C'est son frère, de trois ans son aîné, qui lui enseigne la prosodie alors qu'elle ne s'intéressait jusque-là qu'aux mathématiques. Elle écrit son premier poème à l'âge de 12 ans.
Elle publie de nombreux recueils qui sont lus et reconnus au-delà des frontières de la Suisse.
En 1930, elle reçoit la médaille du prix de la langue française par l'Académie française. Dans sa poésie, marquée par ses racines, elle fait fréquemment référence au paysage genevois et à ses traditions.
En 1933, son dernier ouvrage, Le Message de la cité, qui puise son inspiration dans l'histoire de Genève, est honoré par la fondation Schiller suisse. Elle est aussi décorée de la Légion d'honneur en 1934,.
En 1939 et 1944, elle écrit aussi des jeux dramatiques : La Cloche du clocher et La Cueilleuse d'étoiles à Noël[réf. nécessaire].

### Collectionneuse d'estampes japonaises
Emilia Cuchet-Albaret rassemble une précieuse collection d'estampes japonaises l'art surimono, qu'elle lègue au Musée d'Art et d'Histoire de Genève en deux dons : le premier en 1936 et le second vingt ans plus tard, par l'intermédiaire de l'Université de Genève. Personne ne peut retracer l'origine de sa passion pour les estampes ni les circonstances de leur acquisition, même son petit-neveu Guillaume Chenevière, qui la côtoie, demeure dans l'ignorance à ce sujet. Une exposition a lieu à l'étage Beaux-Arts de l'institution genevoise en 2022.

## Féminisme
Elle est membre de nombreuses sociétés féminines et féministes et défend le droit de vote des femmes. Elle est notamment membre du comité du journal Le Mouvement féministe à partir de 1933.

## Œuvres
- Les Fuseaux d'ivoire, Payot, 1909, 170 p.
- La Flamme sous la cendre, Payot & Cie, 1914, 167 p.[13]
- Le Collier d'étoiles, Payot, 1917, 183 p.
- Le beau Château, Librairie Payot & Cie, 1921, 187 p.
- Le Jardin aux pivoines, Éditions du Bouquet d'images, 1941, 93 p.
- Au pays des petites joies, Éditions du Bouquet d'images, 1942, 95 p.
- « Adoration des bergers », Die Schweiz, no 12,‎ 1944 (lire en ligne )
- Au tic-tac des montres à clef, A. Jullien, 1950, 252 p.[14]
- La route qui revient, avec, Éditions du Bouquet d'images, 1952, 137 p.

## Prix et distinctions
- En 1917, Le Collier d'étoiles obtint le prix Amiel[6].
- En 1933, Le Message de la cité est distingué par la fondation Schiller suisse[6].
- En 1930, elle reçoit la médaille du prix de la langue française décernée par l'Académie française[6].
- En 1934, elle est nommée chevalier de la Légion d'honneur[10],[11].